# Angraecinae
Angraecinae – podplemię roślin z rodziny storczykowatych (Orchidaceae). Obejmuje 54 rodzajów i około 800 gatunków. Rośliny występują głównie w Afryce i na Madagaskarze, ale kilka rodzajów występuje także w Ameryce Południowej, na Florydzie, na Karaibach oraz Sri Lance.

## Systematyka
Podplemię sklasyfikowane do plemienia Vandeae z podrodziny epidendronowych (Epidendroideae) w rodzinie storczykowatych (Orchidaceae), rząd szparagowce (Asparagales) w obrębie roślin jednoliściennych.
Wykaz rodzajów
- Aerangis Rchb.f.
- Aeranthes Lindl.
- Afropectinariella M.Simo & Stévart
- Ambrella H.Perrier
- Ancistrorhynchus Finet
- Angraecoides (Cordem.) Szlach., Mytnik & Grochocka
- Angraecopsis Kraenzl.
- Angraecum Bory
- Beclardia A.Rich.
- Bolusiella Schltr.
- Calyptrochilum Kraenzl.
- Campylocentrum Benth.
- Cardiochilos P.J.Cribb
- Chamaeangis Schltr.
- Chauliodon Summerh.
- Cribbia Senghas
- Cryptopus Lindl.
- Cyrtorchis Schltr.
- Dendrophylax Rchb.f.
- Diaphananthe Schltr.
- Dinklageella Mansf.
- Distylodon Summerh.
- Eggelingia Summerh.
- Eichlerangraecum Szlach., Mytnik & Grochocka
- Erasanthe P.J.Cribb, Hermans & D.L.Roberts
- Eurychone Schltr.
- Jumellea Schltr.
- Kylicanthe Descourv., Stévart & Droissart
- Lemurella Schltr.
- Lemurorchis Kraenzl.
- Listrostachys Rchb.f.
- Margelliantha P.J.Cribb
- Microcoelia Lindl.
- Microterangis Senghas
- Mystacidium Lindl.
- Neobathiea Schltr.
- Nephrangis (Schltr.) Summerh.
- Oeonia Lindl.
- Oeoniella Schltr.
- Ossiculum P.J.Cribb & Laan
- Pectinariella Szlach., Mytnik & Grochocka
- Plectrelminthus Raf.
- Podangis Schltr.
- Rangaeris (Schltr.) Summerh.
- Rhaesteria Summerh.
- Rhipidoglossum Schltr.
- Sobennikoffia Schltr.
- Solenangis Schltr.
- Sphyrarhynchus Mansf.
- Summerhayesia P.J.Cribb
- Taeniorrhiza Summerh.
- Triceratorhynchus Summerh.
- Tridactyle Schltr.
- Ypsilopus Summerh.